# Храм Святых Царственных Страстотерпцев (Курск)
Храм Святы́х Ца́рственных страстоте́рпцев — приходской храм Курской епархии Русской православной церкви в Центральном округе города Курска.

## История
17 июля 2007 года городскими властями было принято решение о предоставлении Курской епархии земельного участка на пересечении улиц Школьной и Прогулочной для проектирования храма. 29 августа 2008 года архиепископ Курский и Рыльский Герман освятил закладной камень в основание нового храма во имя святых Царственных страстотерпцев в Курске. Храм был задуман в память о мученической кончине в 1918 году святых Царственных страстотерпцев — императора Николая II, императрицы Александры, царевича Алексия, великих княжен Ольги, Татьяны, Марии, Анастасии, которые на юбилейном Архиерейском Соборе 2000 года были причислены к сонму новомучеников и исповедников российских. Проект храма исполнен архитекторами и конструкторами курской творческой мастерской Валерия Михайлова (архитектор). Храм построен на средства благотворителей и жертвователей ООО «Домостой» (главный инженер проекта — Михаил Новиков). 27 сентября 2009 года, в дни торжеств по поводу прибытия в Курск Курской Коренной иконы Божией Матери «Знамение», Первоиерархом РПЦЗ митрополитом Восточно-Американским и Нью-Йоркским Иларионом (Капралом) освящены кресты для куполов храма. 6 июня 2010 года в присутствии делегации РПЦЗ во главе с архиепископом Берлинско-Германским и Великобританским Марком (Арндтом) были освящены колокола.
Храм освящен 11 декабря 2010 года архиепископом Германом. На торжественное освящение прибыли схимитрополит Ювеналий и находившаяся в эти дни в России Ольга Николаевна Куликовская-Романова, супруга родного племянника императора Николая II Тихона Николаевича Куликовского-Романова, постоянно проживающая в Канаде и возглавляющая благотворительный Фонд помощи России имени великой княгини Ольги Александровны.
13 декабря 2010 года настоятелем храма был назначен священник Олег Чебанов.
В конце августа 2011 года были полностью завершены росписи в храме.
С мая 2011 года приход выпускает цветную двухполосную вкладку «Духовный Родник» в газете «Курские известия».
С 2011 года приход ежегодно в престольный праздник 17 июля принимает участников Международного съезда «Содружество православной молодежи».
17 июля 2013 года, в день молитвенной памяти свв. Царственных страстотерпцев митрополит Курский и Рыльский Герман совершил Божественную литургию в храме. По окончании богослужения благочинный штата Виктория Австралийско-Новозеландской епархией РПЦЗ протоиерей Михаил Протопопов, представлявший на VIII Международном съезде «Содружество православной молодежи» делегацию Русской Православной Церкви Заграницей, передал в дар храму частицу пледа св. цесаревича Алексия, связанного руками его августейших сестер, и которым он укрывался во время приступов гемофилии. Плед был найден в Ипатьевском доме 25 июля 1918 года, спустя неделю после расстрела Царской семьи.
В тот же год во время паломнической поездки на Святую Землю настоятель храма протоиерей Олег Чебанов принял в дар от настоятельницы Вознесенского Елеонского монастыря игуменьи Моисеи (Бубновой) частицы мощей преподобномучениц Великой княгини Елисаветы и инокини Варвары (память 5 (18) июля).
13 декабря 2015 года храм отметил пятилетие со дня освящения. В этот день Божественную литургию совершил митрополит Курский и Рыльский Герман. Приветствие приходу направила Ольга Николаевна Куликовская-Романова, вдова племянника последнего российского императора Николая II Тихона Николаевича Куликовского-Романова.
Во второй половине дня в киноцентре духовной культуры им. М. С. Щепкина состоялся праздничный концерт, посвященный 15-летию прославления в лике святых семьи последнего российского императора и 5-летия освящения храма.
В торжественном мероприятии приняли участие хор храма, воспитанники воскресной школы, солисты Курской государственной областной филармонии. Перед началом концерта зрители посмотрели специального снятый к юбилейным торжествам документальный фильм «Храм белоснежный- остров надежды».

## Архитектура и убранство храма
Белоснежный с желтыми вкраплениями 5-купольный храм в с трифолийными завершениями фасадов, увенчанный крупным световым барабаном и четырьмя малыми главками. Храм имеет высоту 31 метр и выполнен с использованием мотивов владимирского древнего церковного зодчества.
Иконостас изготовлен мастерами Щигровского Свято-Троицкого братства. В его нижнем ряду, местночтимых святых, с правой южной стороны находятся иконы Царственных Страстотерпцев, Великой княгини Елизаветы Фёдоровны и инокини Варвары, Святейшего Патриарха Тихона. Иконы Святого Царя Николая помещены и на главном храмовом паникадиле.
Рядом с храмом, в том же архитектурном стиле, установлена звонница. На церковной территории также построены здания для крестин и воскресная школа.